# Pfarrei Schwindkirchen
Die römisch-katholische Pfarrei Schwindkirchen gehört zu den altbayerischen Urpfarreien. Sie dürfte im frühen Hochmittelalter entstanden sein, genaue Urkunden dazu fehlen, jedoch ist Schwindkirchen 775 als Kirchort erstmals erwähnt. Welche Kirchen zu den jetzigen Filialen zusätzlich zur Pfarrei gehörten ist nicht nachweisbar, jedoch dürften es wohl fünf bis zehn mehr gewesen sein.
Die jetzige Pfarrei gehört zum Erzbistum München und Freising und ist in den seit den 1990er-Jahren bestehenden Pfarrverband St. Wolfgang-Schwindkirchen-Schönbrunn integriert. Die inkorporierten Filialen neben der Hauptkirche Mariä Himmelfahrt sind: Hl. Johann Evangelist Wasentegernbach, St. Katharina Kloster Moosen, St. Margereth Grüngiebing, Hl. Laurentius Armstorf, Hl. Kreuz Mainbach, Hl. Coloman St. Koloman und St. Kastulus Oberschiltern.

Der Pfarrer führte von 1575 bis 1903 neben seinen Priesteraufgaben, zur Selbstversorgung, im Pfarrhof eine Landwirtschaft. Davon zeugt noch der erhaltene typische Ökonomie-Pfarrhof.

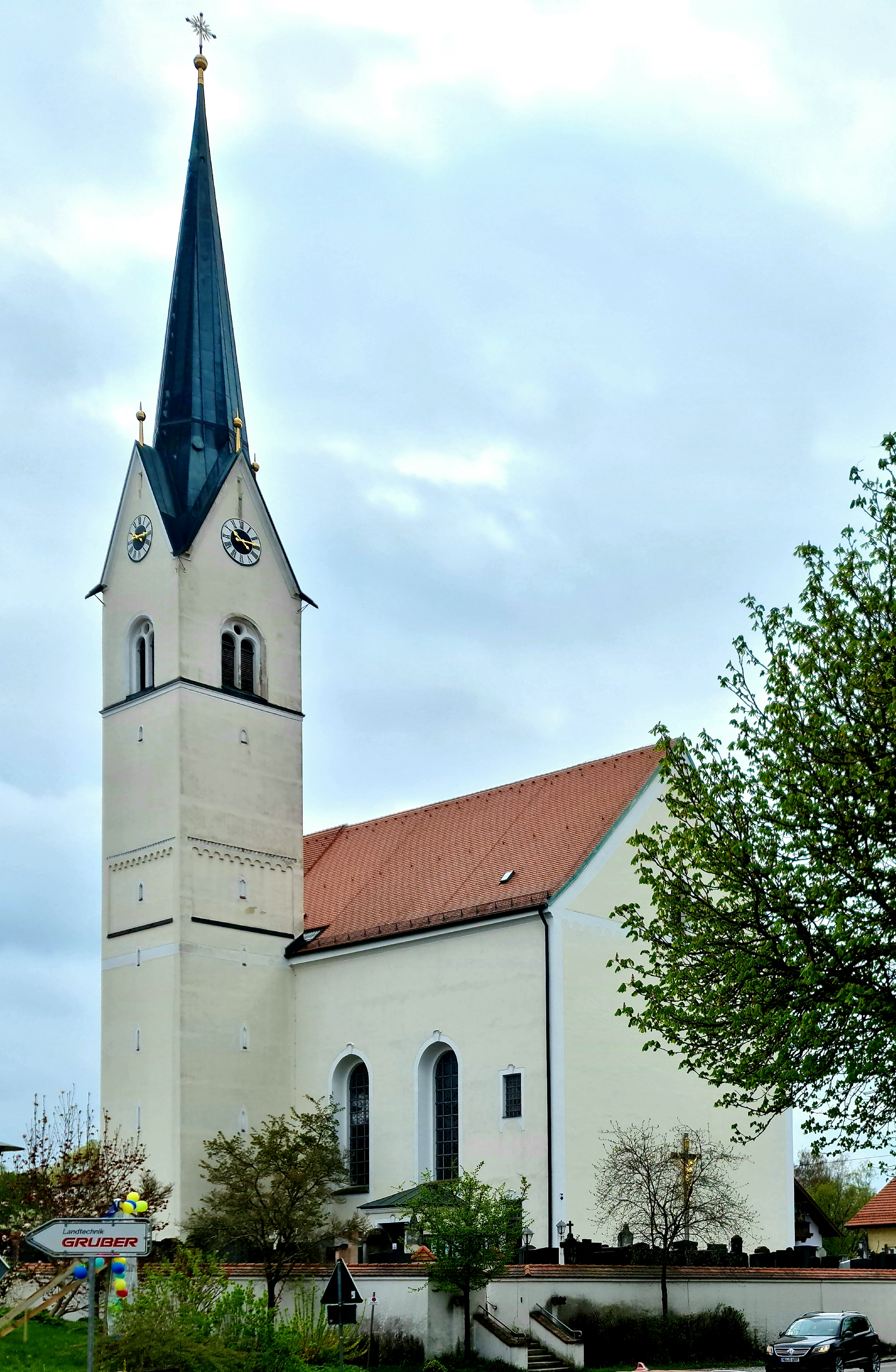
Pfarrkirche Mariä Himmelfahrt in Schwindkirchen

## Pfarrkirche Mariä Himmelfahrt
Der heutige Kirchenbau wurde 1782/83 an Stelle eines gotischen Vorgängerbaus, von dem der Spitzhelm-Kirchturm übernommen wurde, von dem Münchener Hofbaumeister Leonhard Matthäus Gießl errichtet. Es entstand eine Kirche im Übergangsstil vom Spätrokkoko zum Frühklassizismus.

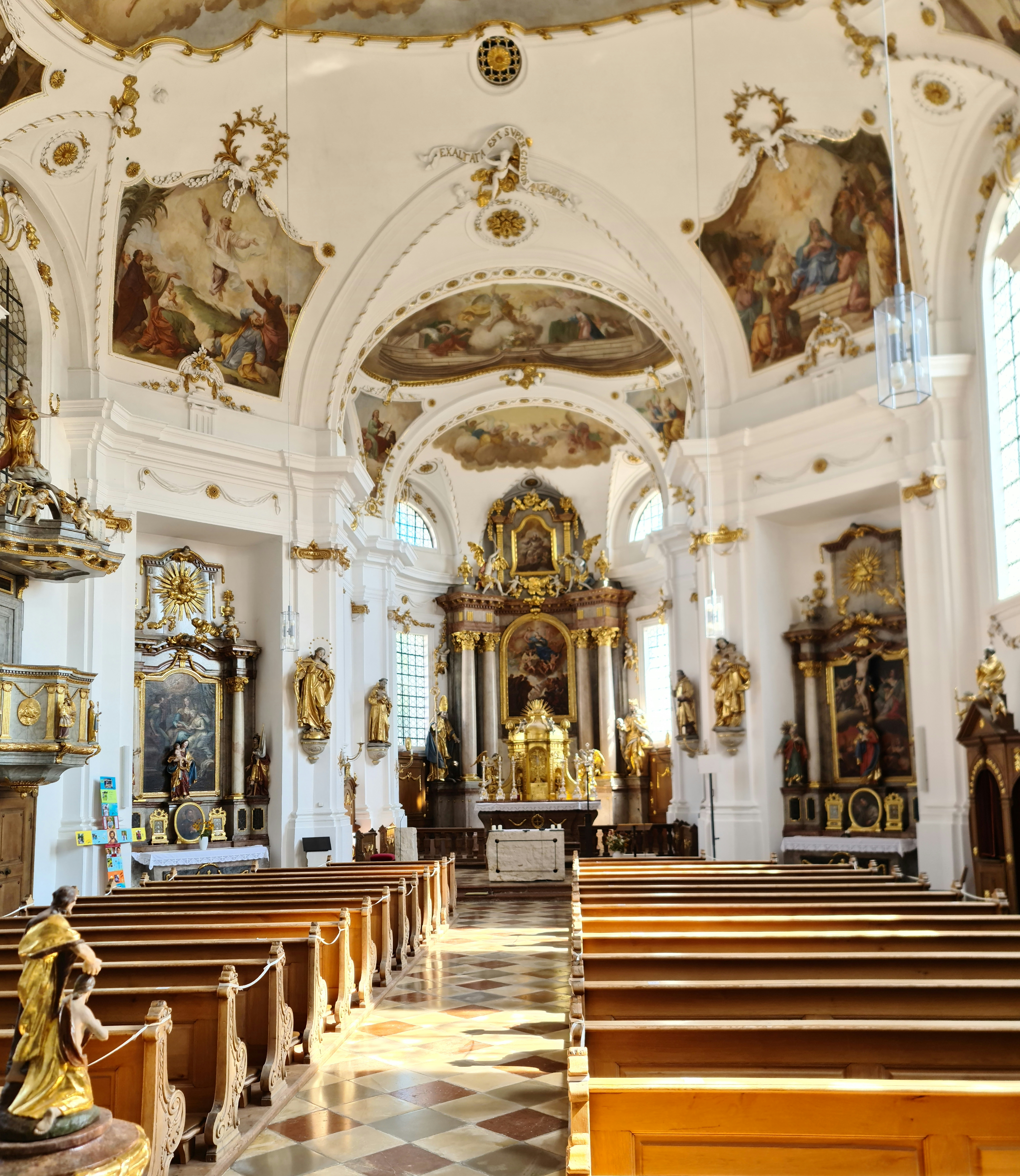
Innenansicht

Das Langhaus hat drei Joche mit Abschrägungen zum Chor und besitzt ein Lattengewölbe und der Chor ist zweijochig mit halbrundem Abschluss. Die Stuckarbeiten fertigte der Hofstukkateur Franz Xaver Feichtmayr der Jüngere und die Deckengemälde stammen vom Hofmaler Christian Wink. Den Kreuzweg fertigte der Hofmaler F.I. Oefele, dessen Rahmen noch aus der alten Kirche stammt. Den Hochaltar schuf Anton Fackler (Dorfen), die Bildhauerarbeiten dafür stammen von Christian Jorhan dem Älteren aus Landshut. Das Langhaus-Fresko stellt die Verkündigung Mariens und das im Chor Mariens Krönung dar. Das Hochaltarbild, aus der alten Kirche übernommen, zeigt die Himmelfahrt Mariens. Die Seitenaltäre fertigte Chr. Jorhan d. Ält.

## Filialen

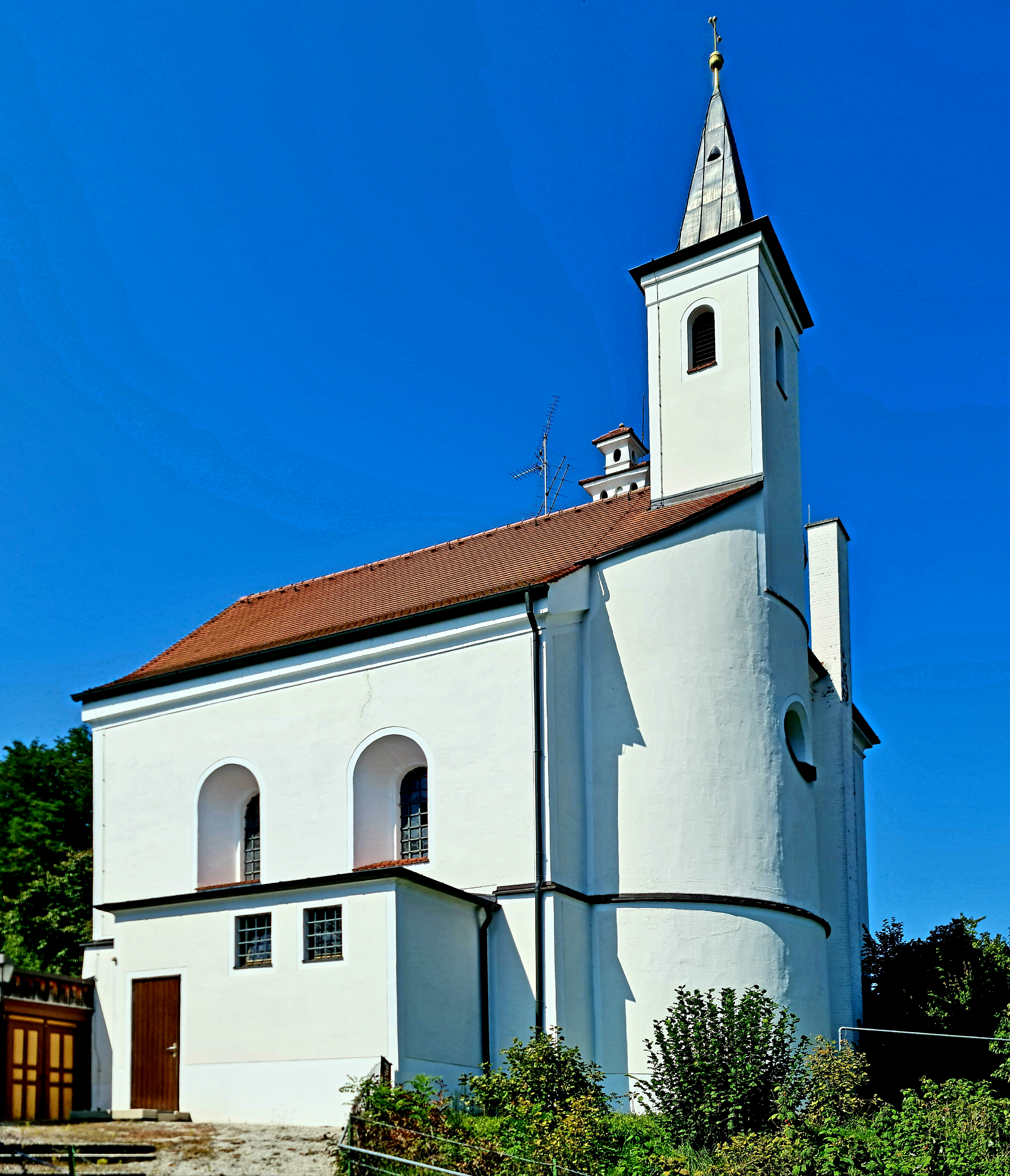
St. Katharina Kloster Moosen

Hl. Johann Evangelist Wasentegernbach. Die kleine Dorfkirche ist ein spätgotischer Bau des späten 15. Jahrhunderts mit einem hohen schlanken Turm, der 1768 barockisiert wurde. Im Innern besitzt sie einen Frührokoko-Hochaltar und am Netzrippengewölbe freigelegte Renaissance-Fresken.
St. Katharina Kloster Moosen. Die südlich an dem ehemaligen Schloss angebaute Renaissancekirche ist innen im Klassizistischen Stil gehalten. Die Kirche ist mit einem spätbarocken Hochaltar, dem Morawitzky-Wappen am Chorbogen sowie einem Silberschrein mit Gebärmde-Christus ausgestattet.
St. Margareth Grüngiebing. Die Kirche gehörte bis 1878 zur Pfarrei Obertaufkirchen und mit ihr bis 1817 zum Bistum Salzburg. Das Erbauungsjahr der gotischen Kirche ist unbekannt. Die Rotunde war im 18. Jahrhundert sehr beliebt und weist auf frühbarocke, italienische Vorbilder zurück. Der Turm wurde 1871 neu aufgeführt. Durch die Säkularisation dürften Leuchter, Kanontafeln, Tabernakel und die Evangelisten in die Kirche gekommen sein und stellen besondere Schmuckstücke dar.

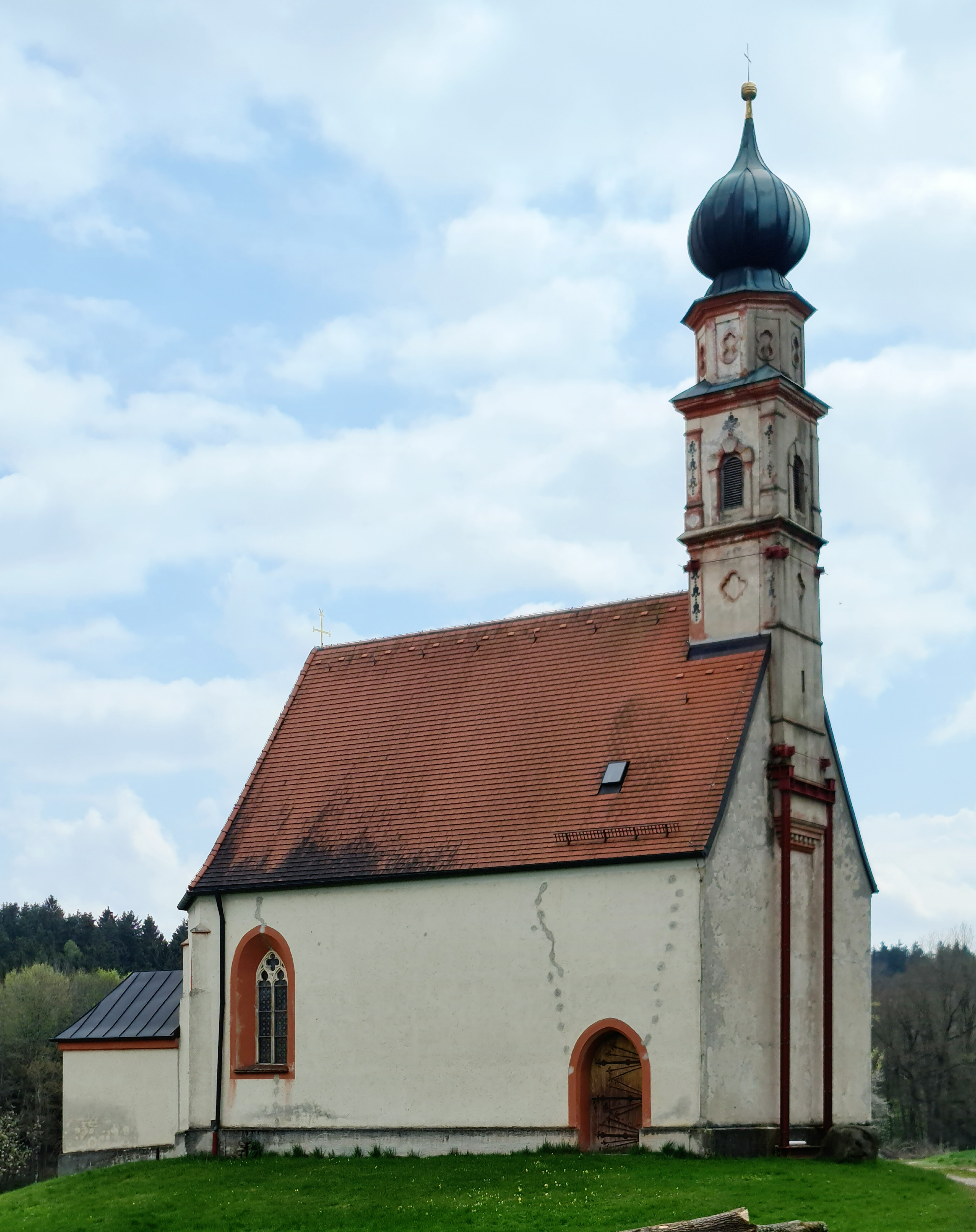
Hl. Kreuz in Mainbach

Hl. Laurentius Armstorf. Das ursprüngliche gotische Bauwerk wurde nach dem Neubau des Schlosses Armstorf 1631 grundlegend restauriert. In den neuen Altar, gestiftet von Hans-Joachim Westacher zu Armstorf, wurden zwei gotische Figuren von ca. 1500 eingefügt: rechts St. Katharina und links davon sieht man St. Stephanus. Das Altarbild der hl. Magdalena ist eine Leihgabe der Staatl. Galerie, vermittelt durch Direktor G. v. Dillis (* 1759 in Grüngiebing t 1841 München). Es ist mit der Renovierung 1817 in die Kirche gekommen. 1816 war der Turm neu erbaut worden.
Hl. Kreuz Mainbach Die Kirche wurde vermutlich von den Edlen von Prannt auf Mainbach und Winkel im 15. Jahrhundert erbaut. Im Gewölbe befindet sich das Wappen der Erbauer und das der Grafen von Haag.
Hl. Coloman St. Koloman. Das spätgotische Kirchlein wurde im 16. Jahrhundert als Waldkapelle erbaut und dem hl. Koloman gewidmet, wie das Altarbild von 1720 zeigt, was auf einen frühen Verkehrsweg hinweisen mag. An der Westseite besitzt das Bauwerk einen Satteldachturm. Um 1678 wurde die Kirche barockisiert. Der Sebastianialtar geht auf die Pestzeit zurück, in der um Koloman ein Pestfriedhof vermutet wird. Bemerkenswert ist noch die spätgotische Marienfigur.
St. Kastulus Oberschiltern. Der um 1625 im spätgotischen Stil errichtete Bau ist von der Größe her, fast noch eine Kapelle. Im 3-jochigem Innern mit ⅜-Schluss hat sie ein schwach ausgebildetes Kreuzgewölbe mit stabförmigen Rippen. Im Westen besitzt das Kirchlein einen Spitzhelm-Dachreiter.

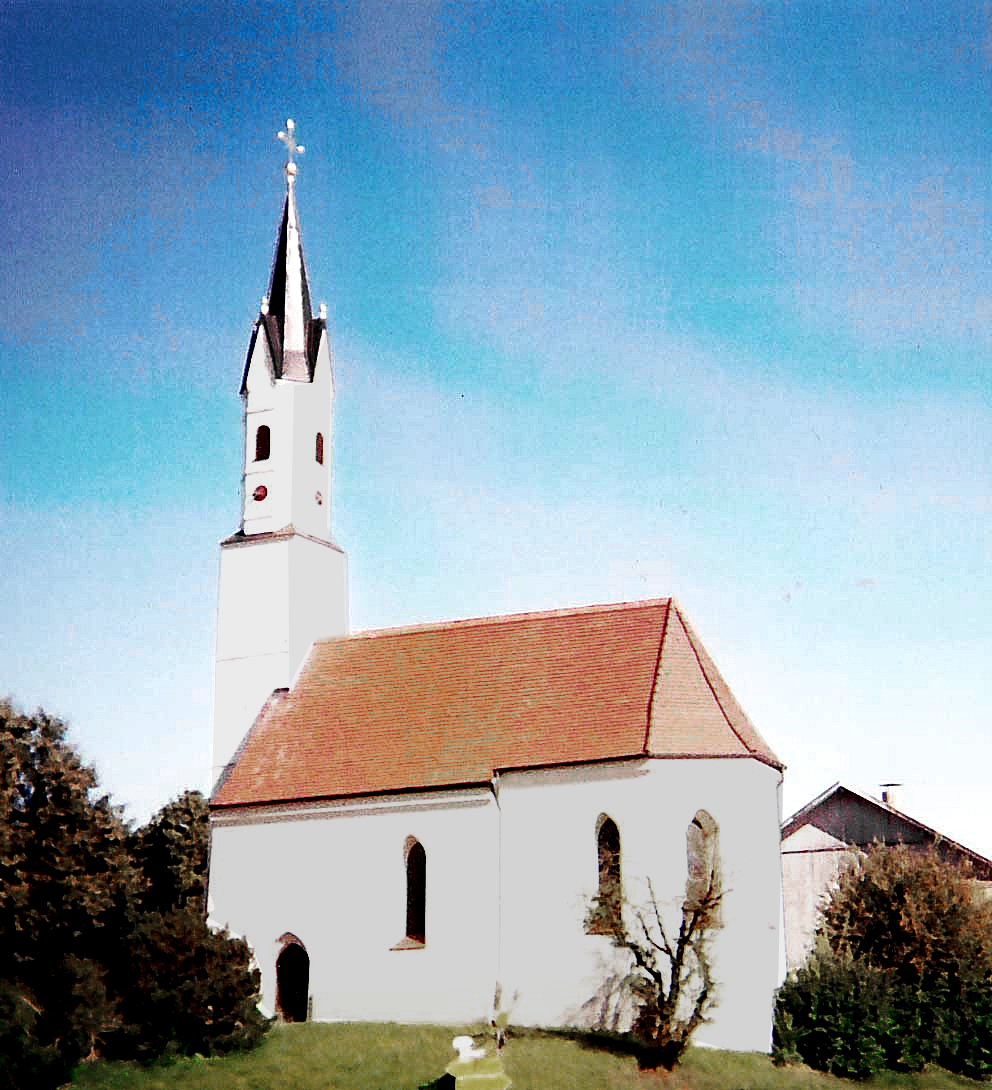
St. Johannes Evangelist Wasentegernbach
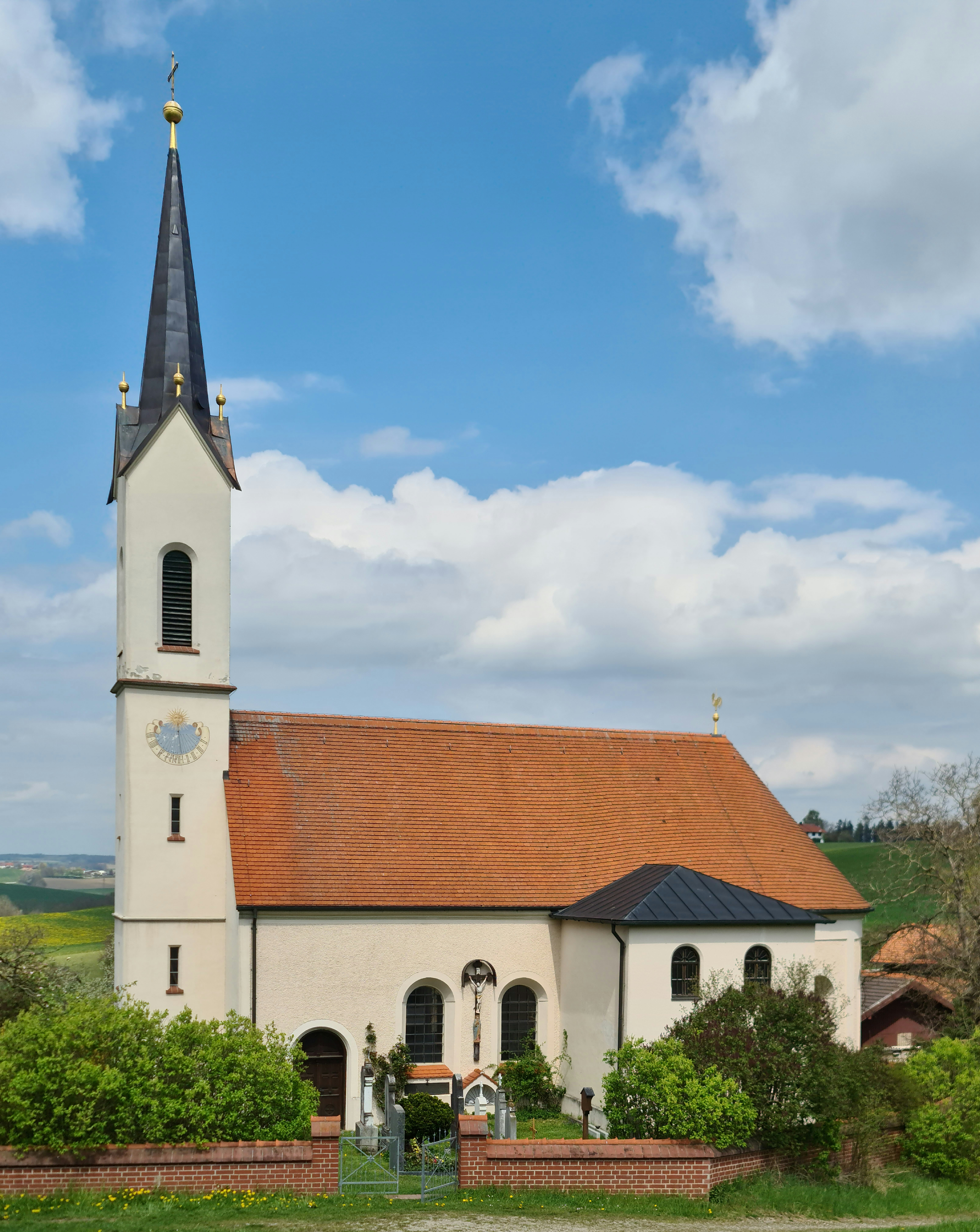
St. Margaret in Grüngiebing
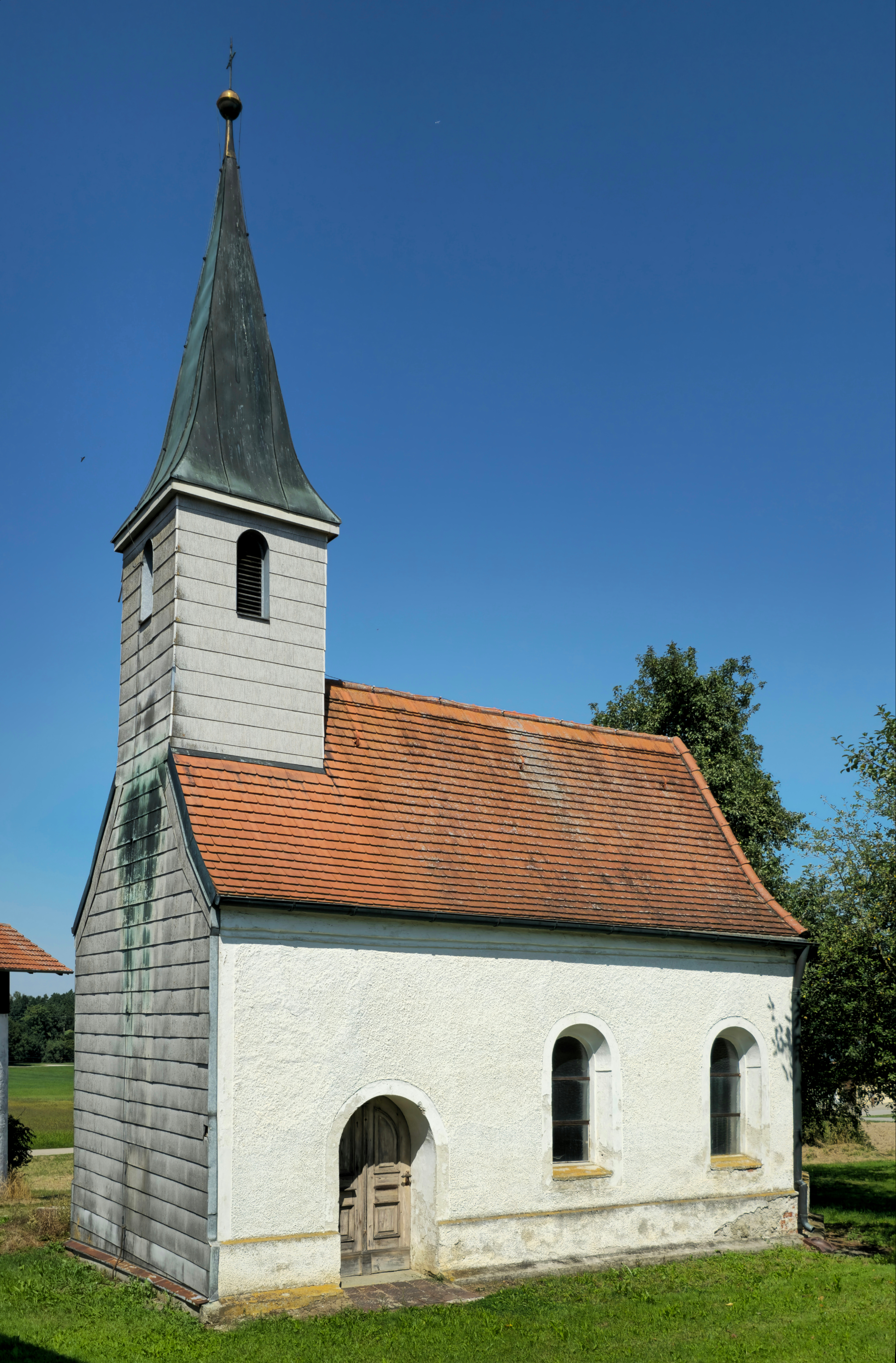
St. Kastulus in Oberschiltern
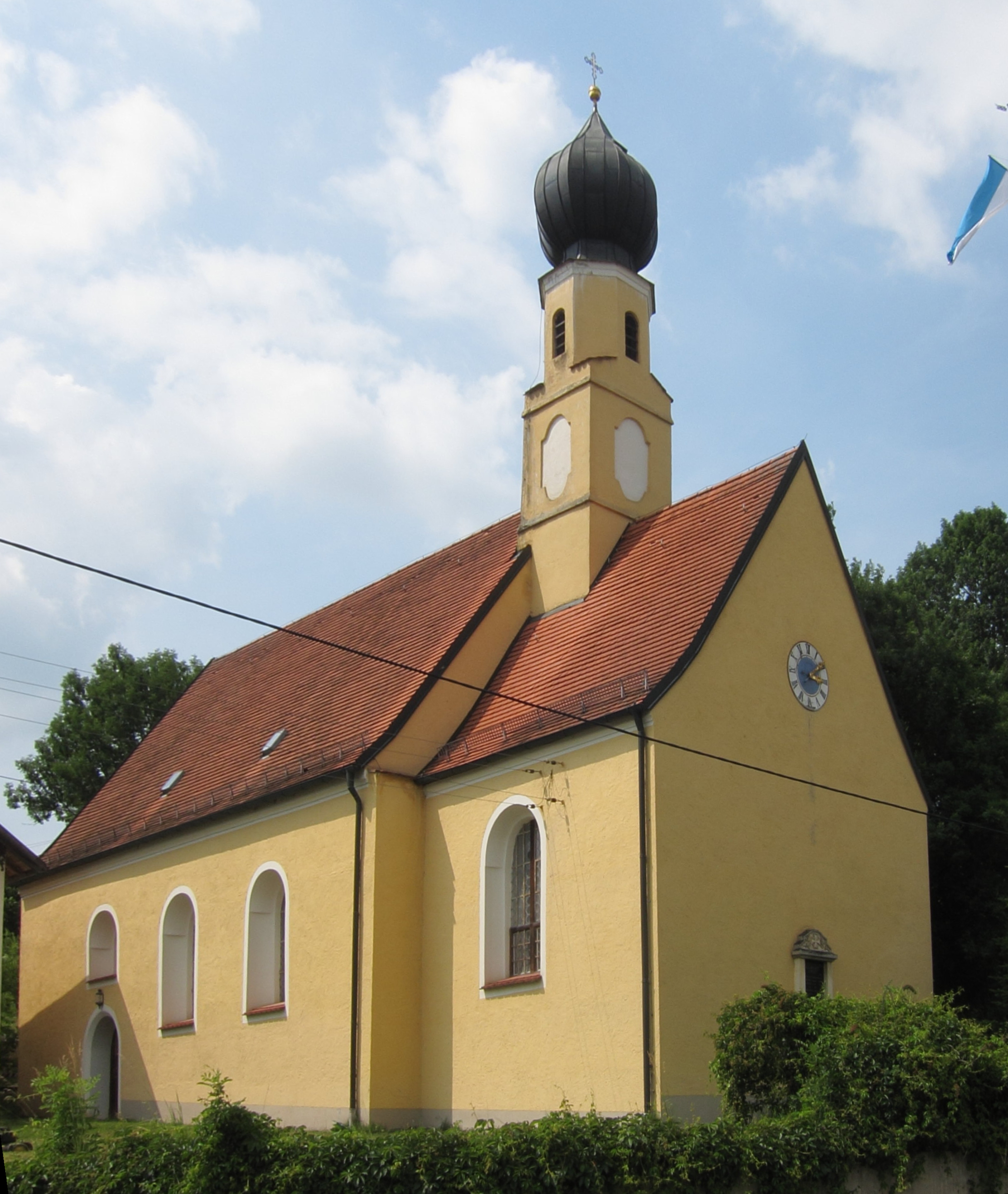
St. Laurentius Armstorf
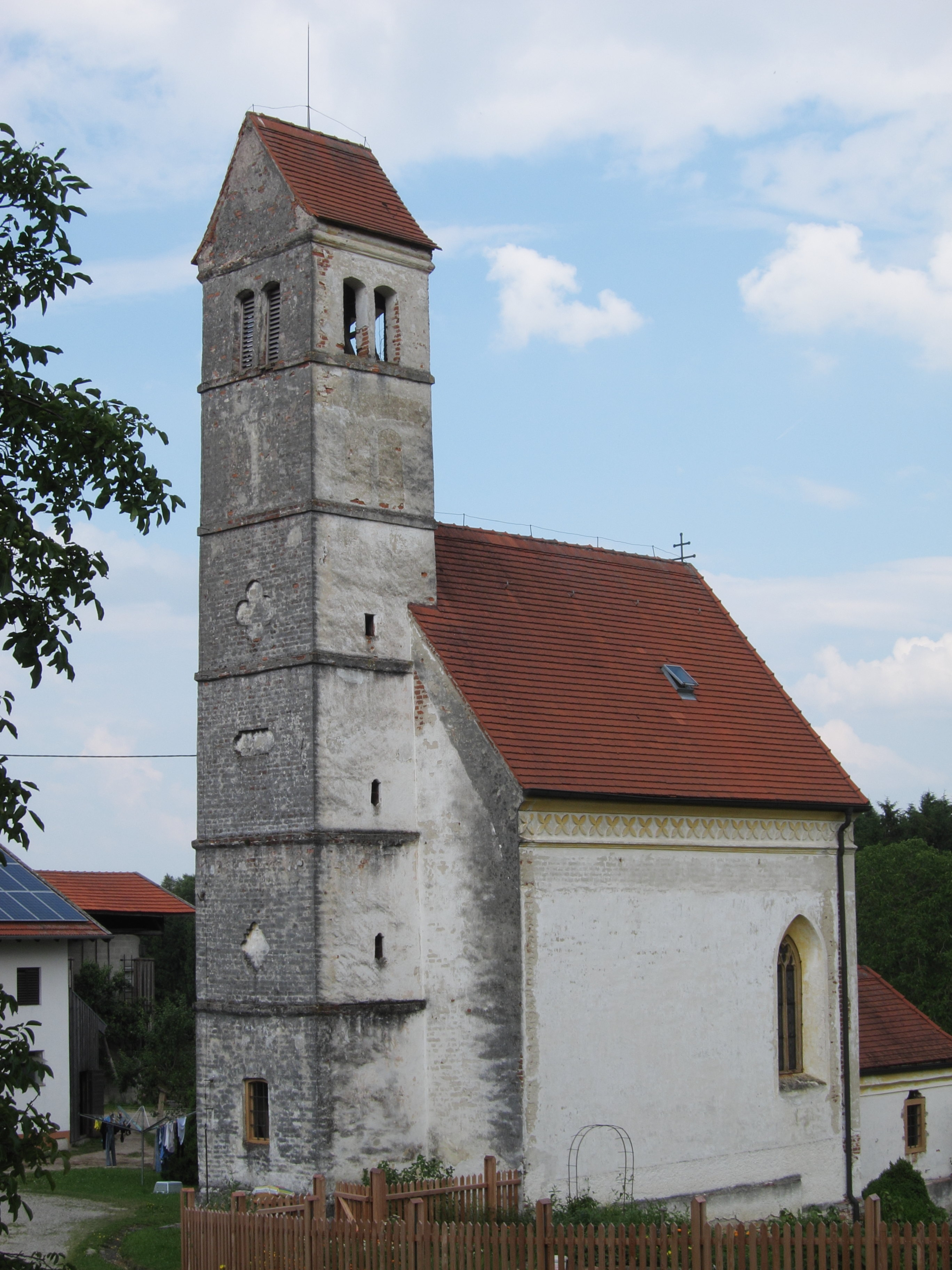
St. Coloman in St. Koloman

## Weitere größere Sakralbauten

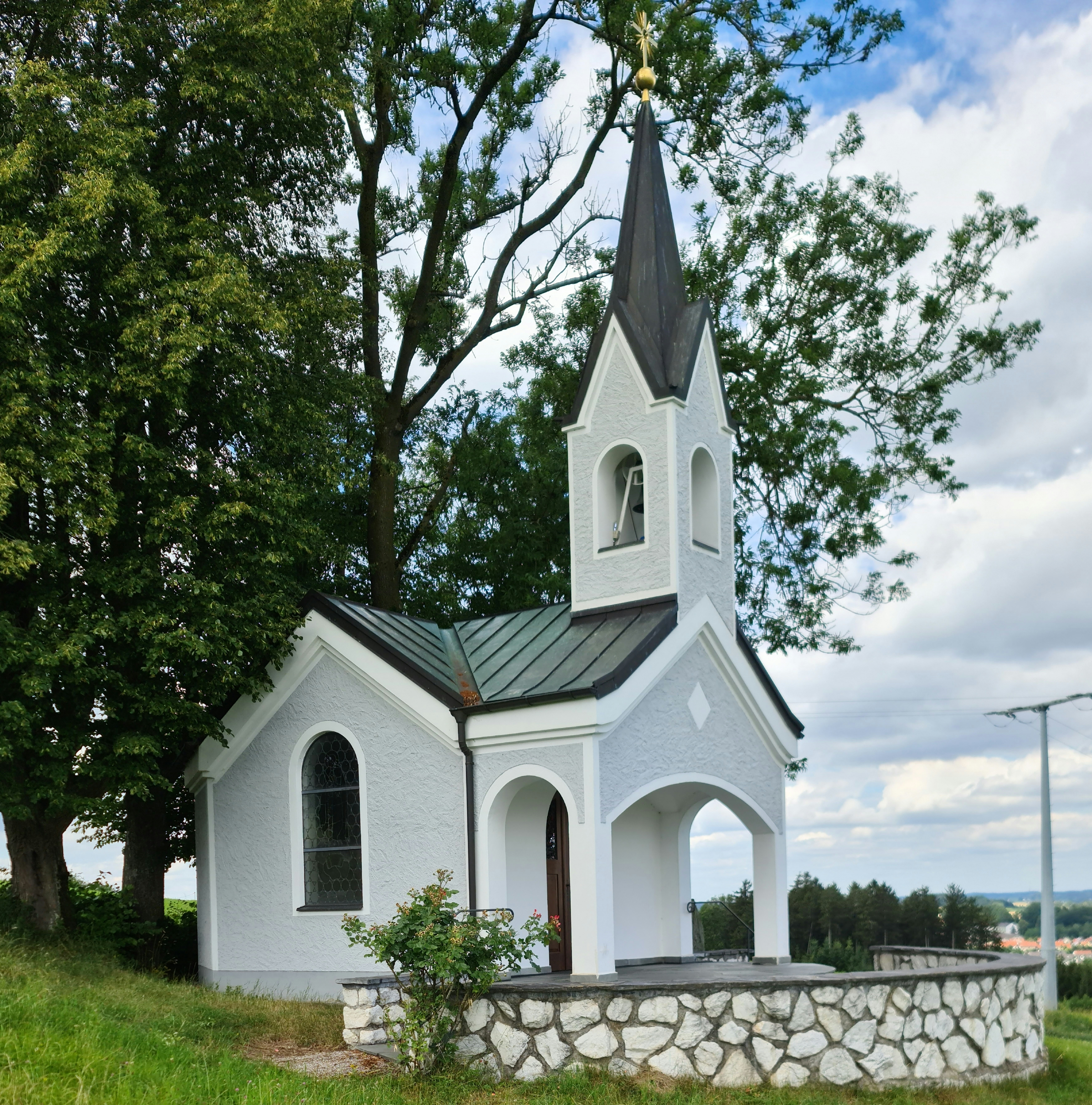
Andrebauernkapelle

Kapelle im Schlosspark von Armstorf

Andrebauernkapelle Oberlohe, dieses Gotteshaus wurde 1991/92 nach einem Votiv-Gelübde äußerlich im gotischen Stil errichtet. Es stellt eine stattliche Kapelle mit offener Vorhalle dar, dessen Chor als Mariengrotte ausgebildet ist.
Kapelle in Armstorf. Im ehemaligen Armstorfer Schlosspark befindet sich eine etwa 6,5 m lange barock-orientierte Kapelle mit Dachreiter aus dem 19. Jahrhundert.
Sonstige Kapellen: Es bestehen noch drei 2–3 m lange Kleinstkapellen am Westrand von Kloster Moosen, am Südrand von Puch und am SW-Rand von Unterstollnkirchen.

## Untergegangene Sakralbauten

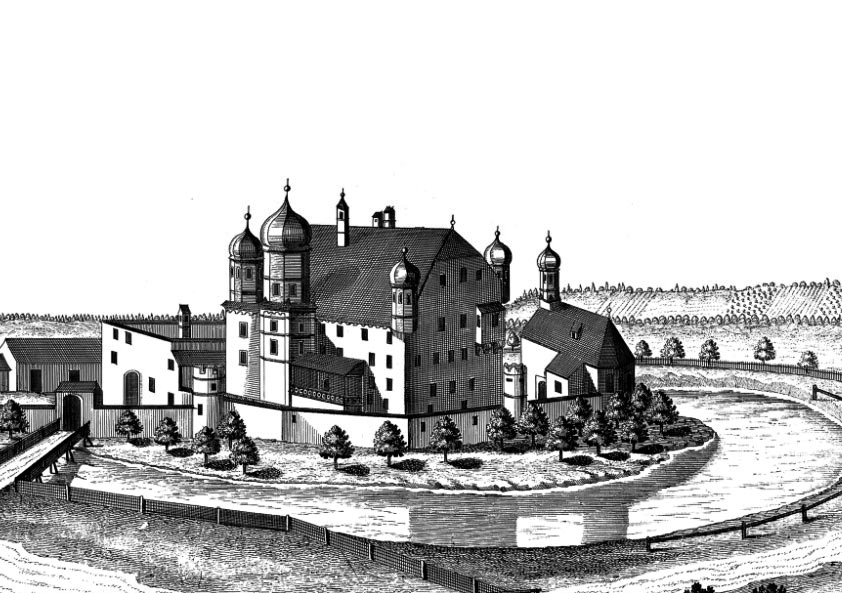
Schloss Wasentegenbach mit der Kapelle

Im 10. Jahrhundert wurden die Kirche von Stollnkirchen und das Kloster von Mainbach durch die Ungarneinfälle vernichtet und nicht mehr wieder aufgebaut.
Ein weiterer Bau der nicht mehr existiert, ist die im Zuge der Säkularisation abgerissene Kapelle, des noch zum Teil erhaltenen Schloss Wasentegernbach, die ein innerhalb des Schlossgrabens freistehender Sakralbau war.

## Pfarrhof
Er stellt einen typischen Ökonomie-Pfarrhof dar, dessen Hauptbau ein modernisierter Barockbau ist. 1575 wurde eine Landwirtschaft im Pfarrhof erstmals erwähnt. Der Stadel ist das größte Gebäude im Pfarrhof, er diente zuerst als Zehntstadel. 1771–1773 Neubau des Getreidestadels mit Pferde- und Kuhstall. Im Jahre 1903 wurde die Landwirtschaft aufgegeben. 1989–1991 wurde in die Raumschale des renovierten Stadels das Pfarrheim „Wolfgang-Meier-Haus“ eingebaut, das nach dem Hofgiebinger Landwirt Wolfgang Meier benannt ist, der Ende 1944 den Jesuitenpater Augustin Rösch auf seinen Schlossbauernhof versteckte.

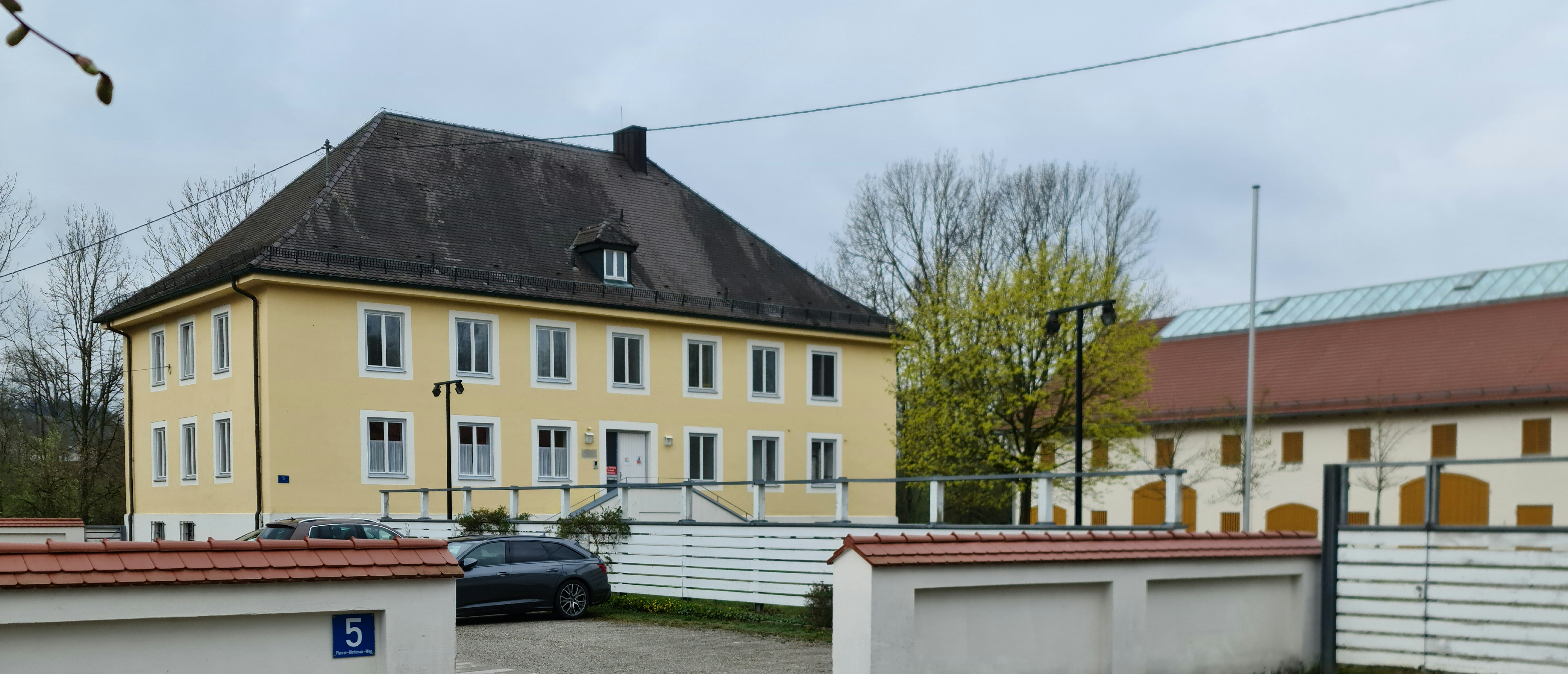
Pfarrhof Schwindkirchen, Hauptbau und SW-Eck
Pfarrhof Schwindkirchen, NW-Eck